# نابرابربال‌ها
نابَرابَربال‌ها (Anisoptera) سرده ای از گیاهان از خانواده دوبال‌میوگان است. نام Anisoptera از یونانی (anisos = «نابرابر» و pteron = "بال") گرفته شده و برگه‌های نابرابر کاسبرگ‌های میوه را توصیف می‌کند. این سرده شامل ده گونه است که از چیتاگونگ (بنگلادش) تا گینه نو پراکنش دارند. هشت گونه از ده گونه در حال حاضر در فهرست سرخ آی‌یوسی‌ان قرار دارند. از این تعداد، چهار گونه به عنوان شدیدا در معرض خطر انقراض و چهار گونه دیگر در فهرست در معرض خطر انقراض قرار گرفته‌اند. تهدید اصلی نابودی زیستگاه است. الوار گونه‌های این جنس، چوب سخت سبک است.

## گونه‌ها
فهرست گیاهان شامل:
- Anisoptera aurea Foxw.
- Anisoptera costata Korth.
- Anisoptera curtisii Dyer ex King
- Anisoptera grossivenia V.Sloot.
- Anisoptera laevis Ridl.
- Anisoptera marginata Korth.
- Anisoptera megistocarpa Slooten
- Anisoptera reticulata P.S.Ashton
- Anisoptera scapula (Roxb.) Kurz
- Anisoptera thurifera (Blanco) Blume (مترادف A. brunnea Foxw.)

## پیونذ به بیرون
- اطلاعات مرتبط Anisoptera (Dipterocarpaceae) در ویکی‌گونه.
- پرونده‌های رسانه‌ای مربوط به Anisoptera (Dipterocarpaceae) در ویکی‌انبار